# Bivalvopagurus
Bivalvopagurus is een geslacht van kreeftachtigen uit de klasse van de Malacostraca (hogere kreeftachtigen).

## Soort
- Bivalvopagurus sinensis (de Saint Laurent, 1972)